# Parque Histórico de Guayaquil
El Parque Histórico de Guayaquil es un parque recreativo con un espacio de vida silvestre y cultural que exhibe especies de flora y fauna de Guayaquil, además de casas antiguas de la zona urbana que fueron desmontadas de su ubicación original y reconstruidas en este lugar. Fue inaugurado el 21 de octubre de 1999, y cuenta con 8 hectáreas de terreno en las que estos espacios se dividen en tres zonas: La zona de Vida Silvestre, la zona de Tradiciones y zona Urbano-arquitectónica.
El parque se encuentra en el cantón Samborondón, y es administrado por la Empresa Pública de Parques Urbanos y Espacios Públicos y el Ministerio de Turismo, tras su cambio de administración, siendo su regentor anterior el Banco Central del Ecuador en el 2010.

## Características

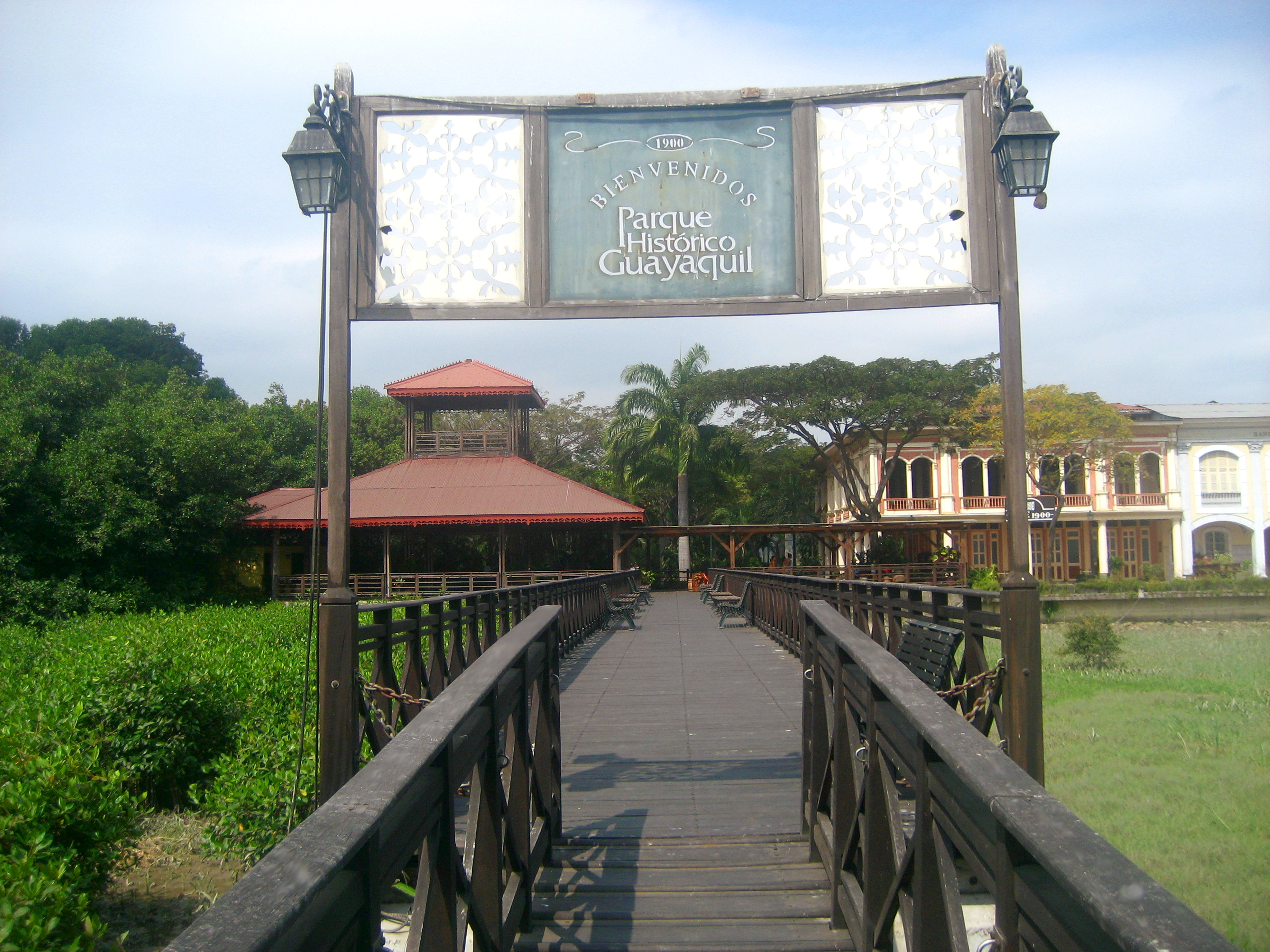

Sus 8 hectáreas de extensión se reparten en tres zonas:

### Zona de Vida Silvestre
En esta zona se encuentra una diversa cantidad de animales propios de Guayaquil, y de la zona costera del Ecuador. La mayoría de estos especímenes son animales que se encuentran en peligro de extinción y que son rescatados por los programas del Ministerio de Ambiente del Ecuador. Cuenta con 3 de las 8 hectáreas del parque.
Esta zona se inició con 14 mamíferos, 11 aves y 5 reptiles. 
Los gastos de cuidados de los animales en este sector del parque demandan alrededor de $10.000 mensuales.
Esta zona se recorre a través de una serie de senderos elevados con una longitud de 850 metros que permiten una interacción de parte de los visitantes con su entorno, pero sin alterar el hábitat de los animales. El recorrido ofrece 23 paradas donde se exhiben los animales en entornos ambientados muy similares a su hábitat.

### Zona de Tradiciones
En esta zona se aprecia una recreación de las tradiciones campesinas del sector costero de Ecuador. Este sector cuenta con la recreación de dos ambientes: La Casa San Juan, parte principal de una vivienda del siglo XIX que fue restaurada y reconstruida en el parque para presentar la vida de hacienda, y la Casa del Campesino que muestra la forma de vivir de los peones que trabajaban en el agro costeño.
Además, cuenta con una exposición permanente de la forma de cultivo de los principales productos agrícolas ecuatorianos como el café, la tagua y el caucho, y explicación sobre el boom bananero y cacaotero.
Esta área posee también un espacio para funciones teatrales con temática campesina, que busca presentar historias ligadas a las costumbres y tradiciones de estos pueblos.

### Zona Urbano-arquitectónica
En esta zona se recrean paisajes del Guayaquil de principios del siglo XX, gracias a las casas patrimoniales que alberga. Estas casas fueron desmontadas de sus ubicaciones originales en la década de 1980 y trasladadas al Parque Histórico para su preservación. Los puntos atractivos de esta zona son:
- Casa Julián Coronel
- Casa Lavayen Paredes
- Edificio del Banco Territorial
- Hospicio del Corazón de Jesús
- Tranvía urbano

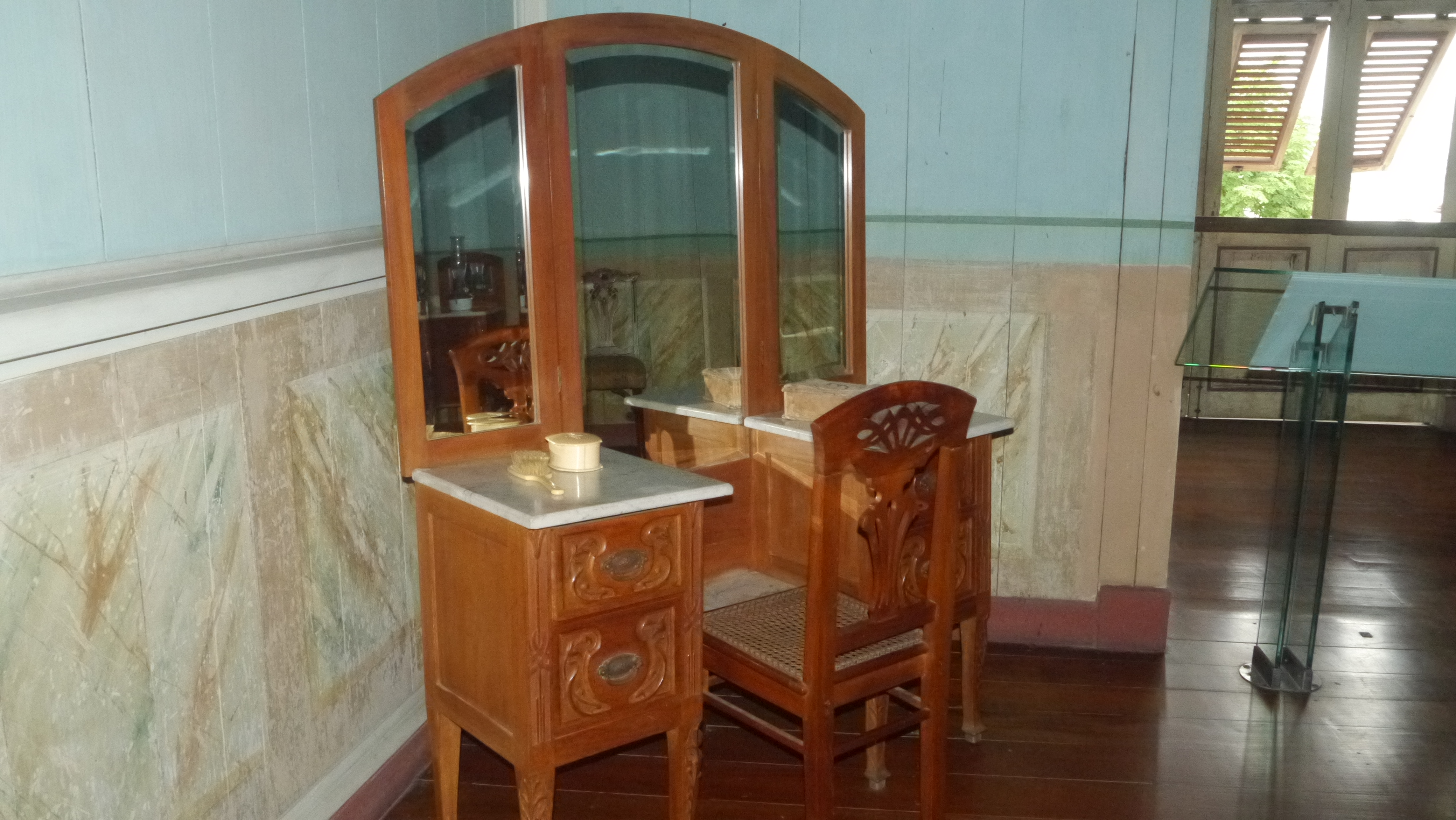
Tocador en el interior de una de las habitaciones de la Casa Lavayen Paredes

Aparte de estos espacios, están en proyecto tres casas más por ser reconstruidas en la zona.